# 北帕莫斯頓機場
北帕莫斯頓國際機場（英語：Palmerston North International Airport）是一座位於紐西蘭北帕莫斯頓郊區米爾森的機場, 距離市中心區域的東北方5 km（3.1 mi）。雖然自從2008年3月以後就沒有定期的國際航班，但是仍維持北帕莫斯頓國際機場的名稱。

## 歷史
第一座這裡的airfield，是在1931年被米爾森飛行場協會所創立。

## 世界紀錄
西元1998年5月17日，為了慶祝跑道的擴充，十個人托著加滿油的自由航空波音737-300飛機在47秒內超過100公尺。這項紀錄被記錄在金氏世界紀錄中。

## 服務
在2008年3月以前，曾經有兩條定期國際航線，為自由航空飛往雪梨、布里斯本。早些時候，也有營運飛往墨爾本、黃金海岸、楠迪。本機場也有一些國內航線。來自於郵件航空、Air Freight、Massey University's School of Aviation、通勤航空像是飛到那裡航空、文森航空 and Rescue Fire Services航班也都使用本機場。 本機場也被紐西蘭皇家空軍squadrons根據附近的Ohakea基地作為訓練用。

## 設施

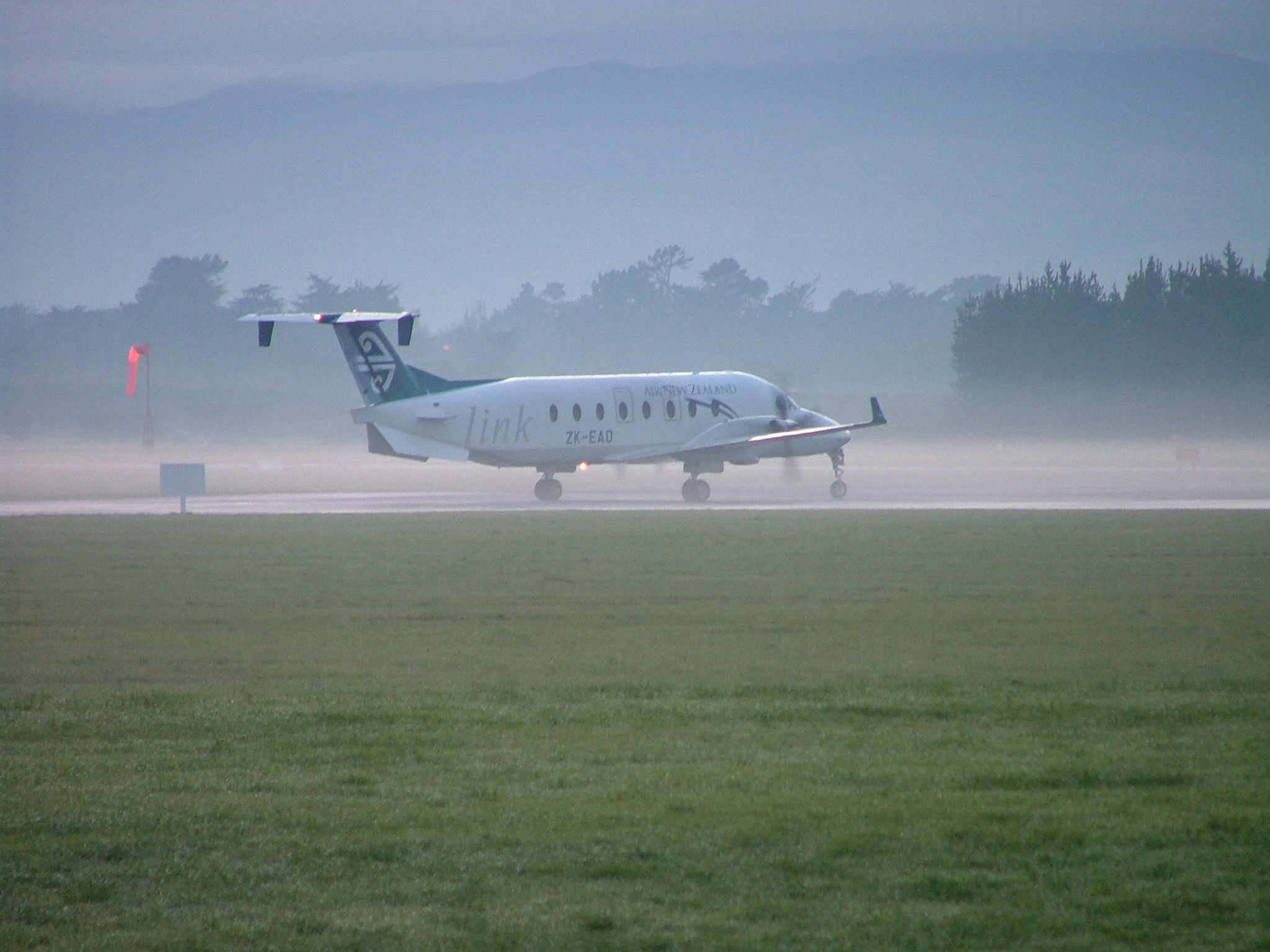
Eagle Airways Beechcraft 1900 at Palmerston North International Airport.

The current terminal is a two storey building containing:
- 一家自助餐廳和酒吧
- 一家免稅商店 (即將關閉)
- 一家書店
- 一個Union Airways Gallery的早期紐西蘭商業飛行展覽
- 一間紐西蘭航空Koru貴賓室

## 飛行航線

### 國內航線
| 航空公司                        | 目的地                   |
| ------------------------------- | ------------------------ |
| 紐西蘭支線航空 (尼爾森航空營運) | 奧克蘭、基督城、惠灵顿   |
| 紐西蘭支線航空 (飛鷹航空營運)   | 漢米爾頓、威靈頓         |
| 紐西蘭支線航空 (庫克山航空營運) | 奧克蘭、基督城、漢米爾頓 |
| 捷星航空 (澳大利亚东方航空營運) | 奧克蘭                   |

### 貨運航線
| 航空公司       | 目的地         |
| -------------- | -------------- |
| 紐西蘭運輸航空 | 奧克蘭、基督城 |

## 事件
- 紐西蘭安捷航空703號班機空難

## 外部連結
- 北帕莫斯頓國際機場官方網站（页面存档备份，存于）
- 世界航空数据库中的NZPM机场数据，数据截止日期：2006年10月。
- NZPM Details on AviationPage New Zealand